# Hochvernagtwand
Hochvernagtwand je dvouvrcholová hora v hřebeni Weisskamm Ötztalských Alp v rakouské spolkové zemi Tyrolsko. Východní vrchol má nadmořskou výšku 3390 m a západní vrchol 3400 m, oddělené jsou malým sedlem. Oba vrcholy jsou skalnaté a ledovec dosahuje až téměř na temeno.

## Výstupy
- Severní stěna je ledová a dosahuje strmosti 55°. Zimní výstup na lyžích vede z chaty Taschachhaus nad skiareálem Pitztal. Jedná se o ledovcovou túru na závěr s lehkým lezením po skále.
- Jihozápadní hřeben je skalnatý a obtížnost dosahuje stupně 1 UIAA. Letní horolezecký výstup začíná na chatě Breslauer Hütte.

## Historie
Hora Hochvernagtwand byla poprvé zdolána 25. června 1868 mnichovským horolezcem Heinrichem Waitzenbauerem. První přechod učinili v rámci hřebenového přechodu přes Weisskammm Heinrich Hess a Ludwig Purtscheller, když v létě roku 1887 přešli z Wildspitze na Hinteren Ölgrubenspitze.